# إغراء (فلم)
إغراء فيلم مصري تم إنتاجه عام 1957، إخراج حسن الإمام و بطولة صباح و شكري سرحان و زكي رستم.

## تمثيل
- صباح
- شكري سرحان
- زكي رستم
- عزيزة حلمي
- رياض القصبجي
- سهير البابلي
- عبد المنعم إبراهيم

## وصلات خارجية
- مقالات تستعمل روابط فنية بلا صلة مع ويكي بيانات

1. ↑  "معلومات عن إغراء (فيلم) على موقع csfd.cz". csfd.cz. مؤرشف من الأصل في 2019-12-10.
2. ↑  "معلومات عن إغراء (فيلم) على موقع imdb.com". imdb.com. مؤرشف من الأصل في 2017-02-09.